# Контроль (будущий фильм)
«Контроль» (англ. Control) — будущий американский боевик режиссёра Роберта Швентке с Джеймсом Макэвоем и Джулианной Мур в главных ролях. Фильм снят студиями StudioCanal и The Picture Company, в основе сюжета подкаст Shipworm.

## Сюжет
В мозг мужчины вживлен имплантат, который выдаёт ему инструкции.

## В ролях
- Джеймс Макэвой — доктор Конвей
- Джулианна Мур
- Сара Болджер
- Ник Мохаммед
- Дженна Колман
- Руди Дхармалингем
- Кайл Соллер
- Аугуст Диль
- Мартина Гедек

## Производство
О начале работы над фильмом от кинокомпаний StudioCanal и The Picture Company стало известно в апреле 2023 года. На главную роль приглашён Джеймс Макэвой, режиссёром стал Роберт Швентке. В основе сюжета адаптация подкаста Shipworm от Зака Эйкерса и Скипа Бронки. Эйкерс написал сценарий вместе с Эндрю Болдуином, а Бронки выступил в качестве исполнительного продюсера. Эндрю Рона и Алекс Хайнеман — продюсеры от компании The Picture Company. В апреле 2024 года сообщалось, что к актёрскому составу присоединилась Джулианна Мур.
Основные съемки начались в Берлине в мае 2024 года, к актёрскому составу присоединились Сара Болджер, Ник Мохаммед и Дженна Колман.